# Wyszonki-Wypychy
Wyszonki-Wypychy – wieś w Polsce położona w województwie podlaskim, w powiecie wysokomazowieckim, w gminie Klukowo.
W latach 1975–1998 miejscowość administracyjnie należała do województwa łomżyńskiego.
Wierni kościoła rzymskokatolickiego należą do parafii Narodzenia NMP w Wyszonkach Kościelnych.

## Historia wsi
Wieś założona w połowie XV w. przez Jałbrzyk Wyszyńskich herbu Grabie. W 1444 roku wzmiankowana w aktach ziemi bielskiej. Wypychem nazywano miejsce osiedlenia się nowego gospodarza, oddalone od siedziby jego rodziców.
W następnych wiekach Wyszonki-Wypychy stały się częścią majątku ziemskiego o powierzchni 433 morgów, do którego należały również działy we wsi Chorążyce-Podleśne.
W roku 1827 w miejscowości było 10 domów i 89 mieszkańców.
W czasie uwłaszczenia powstało 8 gospodarstw o całkowitej powierzchni 46 morgów. Poza tym jeden większy majątek ziemski, kilka mniejszych oraz gospodarstwa drobnoszlacheckie. W 1891 było 5 gospodarstw drobnoszlacheckich i 20 chłopskich. Uprawiano łącznie 260 ha ziemi, z czego 73 zajmowały łąki.
W 1921:
- wieś liczyła 13 domów i 97 mieszkańców (w tym 2 prawosławnych)
- folwark liczył 4 domy i 76 mieszkańców